# Papaipema baptisiae
Papaipema baptisiae é uma espécie de mariposa da família Noctuidae. Pode ser encontrada na América do Norte.
O número MONA ou Hodges para Papaipema baptisiae é 9485.